# James McCarthy
James McCarthy (Glasgow, 1990. november 12.) skót születésű ír válogatott labdarúgó, a Celtic játékosa.

## Sikerei, díjai
- Hamilton
  - Skót másodosztály: 2007–08

- Wigan Athletic
  - Angol kupa: 2012–13